# Chiraz
Pour les articles homonymes, voir Chiraz (homonymie).
Chiraz ou Shiraz (en persan : شیراز) est une ville du Sud-Ouest de l'Iran. C'est la capitale de la province du Fars et par sa population la cinquième ville d'Iran.
Chiraz a été la capitale de la Perse sous la dynastie Zand de 1750 jusqu'en 1794, quand les Qajars ont déplacé la capitale à Téhéran. Avec Ispahan et Téhéran, Chiraz est aujourd'hui l'une des trois capitales culturelles et artistiques de l'Iran.
La ville est située sur la rivière saisonnière rudkhaneye khoshk (littéralement « rivière sèche »). Elle bénéficie d'un climat modéré et est un centre de commerce régional depuis plus de mille ans. Shiraz est l'une des plus anciennes villes de l'Iran antique. La plus ancienne référence à la ville, sous le nom de Tiraziš, figure sur des tablettes d'argile élamites datant de 2000 avant J.-C. La ville moderne a été restaurée ou fondée par le califat arabe omeyyade en 693 de notre ère et s'est développée sous les dynasties iraniennes successives des Saffarides et des Bouyides, respectivement aux IXe et Xe – XIe siècles. Au XIIIe siècle, Chiraz est devenue un centre majeur des arts et des lettres, grâce aux encouragements de son souverain et à la présence de nombreux savants et artistes persans.
Deux célèbres poètes iraniens, Hafez et Saadi, sont originaires de Shiraz, dont les tombes sont situées au nord des limites actuelles de la ville. Shiraz est connue comme la ville des poètes, de la littérature et des fleurs. Elle est également considérée par de nombreux Iraniens comme la ville des jardins en raison de la présence de nombreux jardins et arbres fruitiers que l'on peut voir dans toute la ville, comme le jardin Eram. Shiraz a historiquement compté d'importantes communautés juives et chrétiennes. L'artisanat de Shiraz se compose de mosaïques incrustées de forme triangulaire, d'argenterie, de tapis à poils et de kilim, appelés gilim et jajim dans les villages et les tribus. Les principales industries de la ville sont la production de ciment, de sucre, d'engrais, de produits textiles, de produits en bois, d'ouvrages en métal et de tapis : 53 % des investissements électroniques iraniens sont concentrés à Shiraz. La ville abrite la première centrale solaire d'Iran. Récemment, la première éolienne de Shiraz a été installée au-dessus du mont Babakuhi, près de la ville.

## Géographie

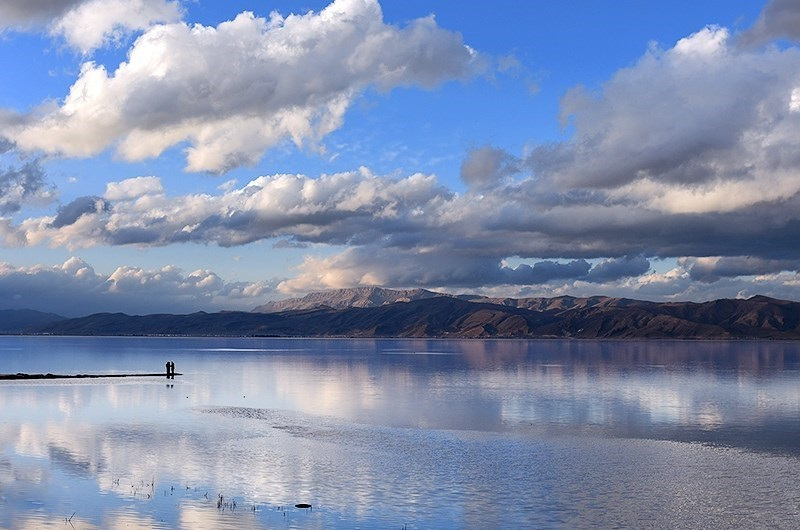
Lac de Maharlo, Chiraz

Chiraz est située dans une plaine à une altitude de 1 486 m, au pied des monts Zagros.
La ville de Chiraz est traversée par une rivière à sec, parfois alimentée en eau l'hiver. Cette rivière se jette dans le lac de Maharloo, un lac salé.
Chiraz a une superficie de 340 km2 et est ainsi, par la superficie, la 3e grande ville plus étendue d'Iran après Téhéran et Machhad. La ville est à 919 km de Téhéran.
Chiraz a une population de 1 204 882 personnes en 2006 et est la sixième ville la plus peuplée d'Iran.

## Climat
Chiraz bénéficie d'un climat continental semi-aride avec 17,6 °C de moyenne annuelle et des précipitations annuelles qui s'élèvent à seulement 305 mm. L'hiver est assez pluvieux, le mois le plus arrosé étant janvier avec 79,8 mm de pluie. Par contre en été Chiraz ne reçoit pas la moindre goutte de pluie. Les températures estivales peuvent être torrides alors qu'en hiver le gel est possible.
| Mois                              | jan. | fév. | mars | avril | mai  | juin | jui. | août | sep. | oct. | nov. | déc. | année |
| --------------------------------- | ---- | ---- | ---- | ----- | ---- | ---- | ---- | ---- | ---- | ---- | ---- | ---- | ----- |
| Température minimale moyenne (°C) | −0,4 | 1,2  | 4,8  | 8,5   | 13,2 | 17,1 | 19,9 | 18,8 | 14,1 | 8,8  | 3,8  | 0,5  | 9,2   |
| Température moyenne (°C)          | 5,3  | 7,7  | 11,8 | 16,2  | 22,5 | 27,7 | 29,8 | 28,7 | 24,5 | 18,4 | 11,7 | 6,8  | 17,6  |
| Température maximale moyenne (°C) | 12,1 | 14,7 | 18,9 | 23,8  | 30,6 | 36,1 | 37,8 | 37   | 33,7 | 27,8 | 20,5 | 14,4 | 25,6  |
| Précipitations (mm)               | 79,8 | 49,8 | 48,4 | 36    | 6,6  | 0,2  | 1    | 0,1  | 0    | 5,2  | 20,7 | 63,2 | 305,6 |

## Économie

### Production
La socle économique de la ville réside dans ses produits provinciaux : le raisin, les agrumes, le coton et le riz. À Chiraz même, les industries telles que la production de ciment, de sucre, d'engrais, de produits textiles, de produits du bois, de métal et des tapis dominent. Chiraz est aussi un centre majeur de l'Iran pour les industries électroniques et possède une raffinerie de pétrole. Le nom du cépage Chiraz, qui se serait déformé en Syrah, trouvait ses origines ici. Le vin de Chiraz est cité dans la poésie persane.

### Agriculture
L'agriculture a toujours été une composante majeure de l'économie dans et autour de Chiraz. Cela est dû à une abondance d'eau relative en comparaison avec les déserts environnants. Les jardins de Chiraz sont célèbres dans tout l'Iran. Le climat modéré et la beauté de la ville en ont fait une attraction touristique majeure en Iran et dans le Moyen-Orient. À la fin des années 1970, Chiraz était un lieu de villégiature apprécié des riches Arabes voisins. Ceci et le tourisme en général s'est arrêté après la révolution islamique de 1979, et n'a jamais vraiment repris.

### Contraintes géographiques
La géographie a aussi limité le développement de la ville. Le trafic, la pollution et la congestion de la ville ont pris des proportions significatives sur le développement économiques et sont les défis à relever pour le gouvernement.

Panoramic view of Shiraz at Daylight

## Histoire
(mars 2016).

### Origine du nom

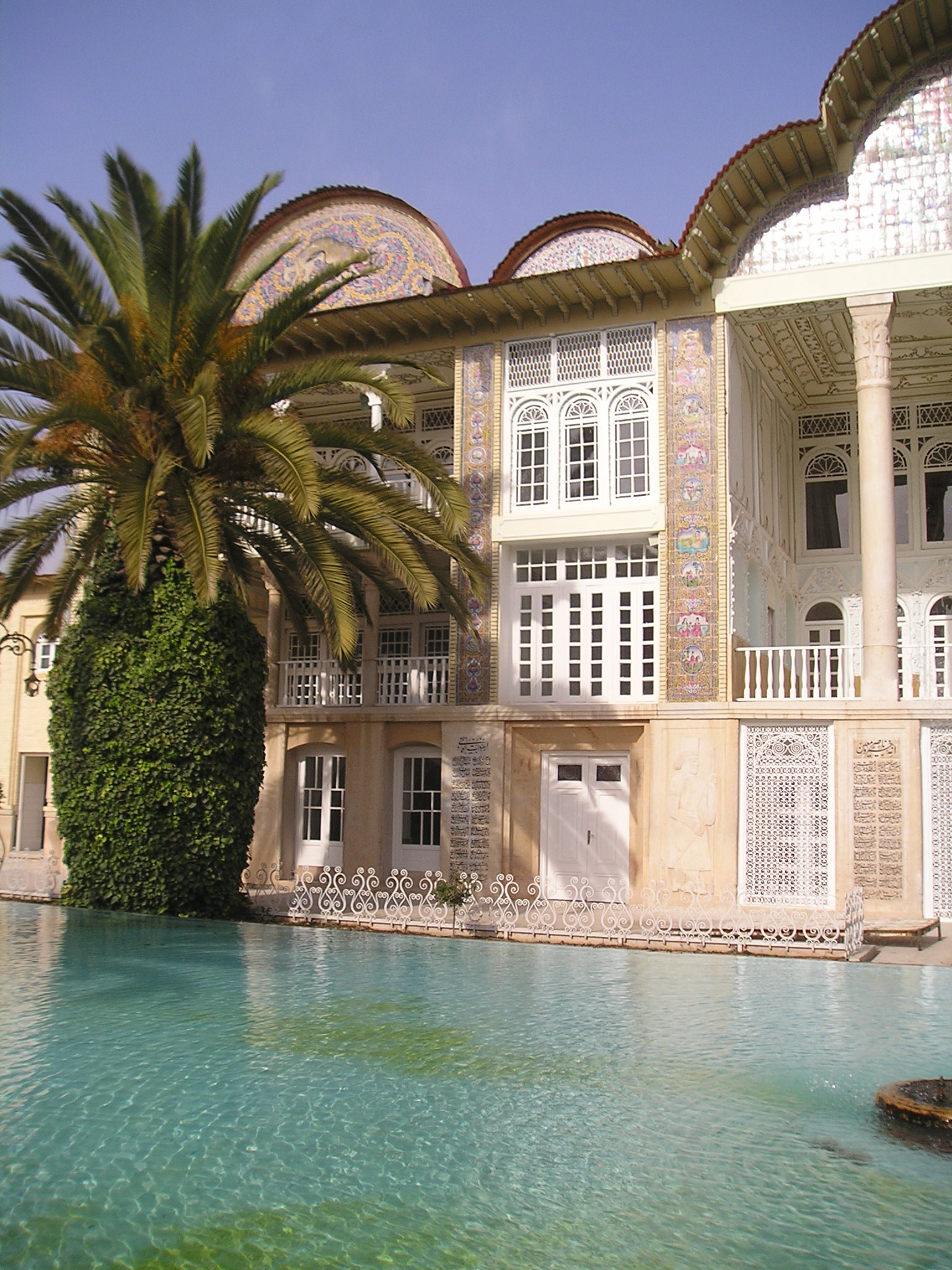
Le jardin d'Eram, parc le plus populaire de Chiraz.

Le nom élamite de la ville était écrit Tiraziš, comme l'attestent les tablettes d'argile élamites trouvées à Persépolis. Phonétiquement, cela peut être interprété par /tiracis/ ou /ciracis/. Ce nom en devenu /širajiš/ en vieux persan, à travers les changements intervenus dans le temps, le nom est devenu شیراز, Šīrāz, en persan moderne. Le nom Chiraz apparaît aussi sur des sceaux d'argile retrouvés à Qasr-i Abu Nasr, une ruine sassanide à l'est de la ville.

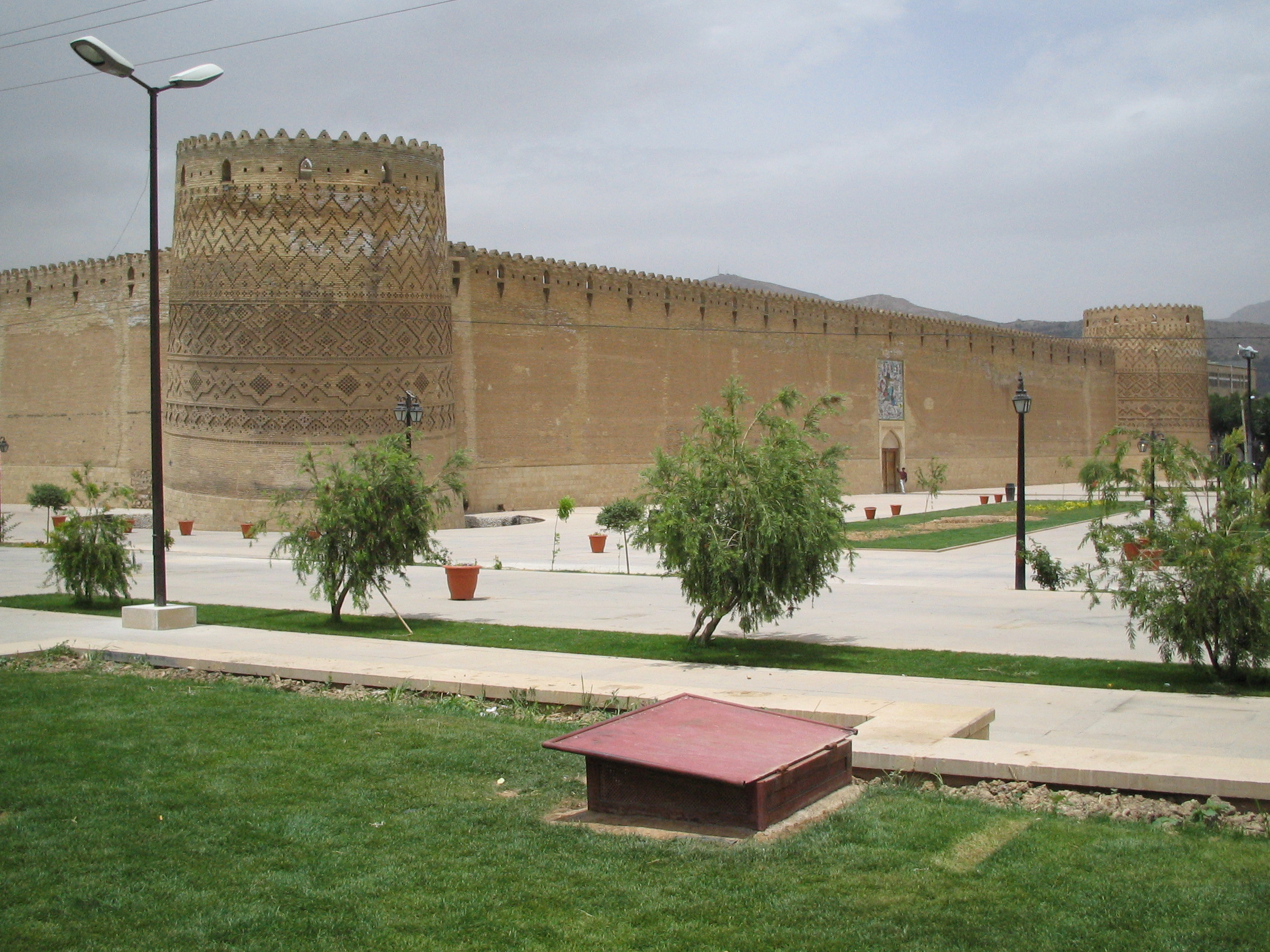
La Citadelle de Karim Khan est une autre réminiscence de l'époque Zand dans le centre de Chiraz.
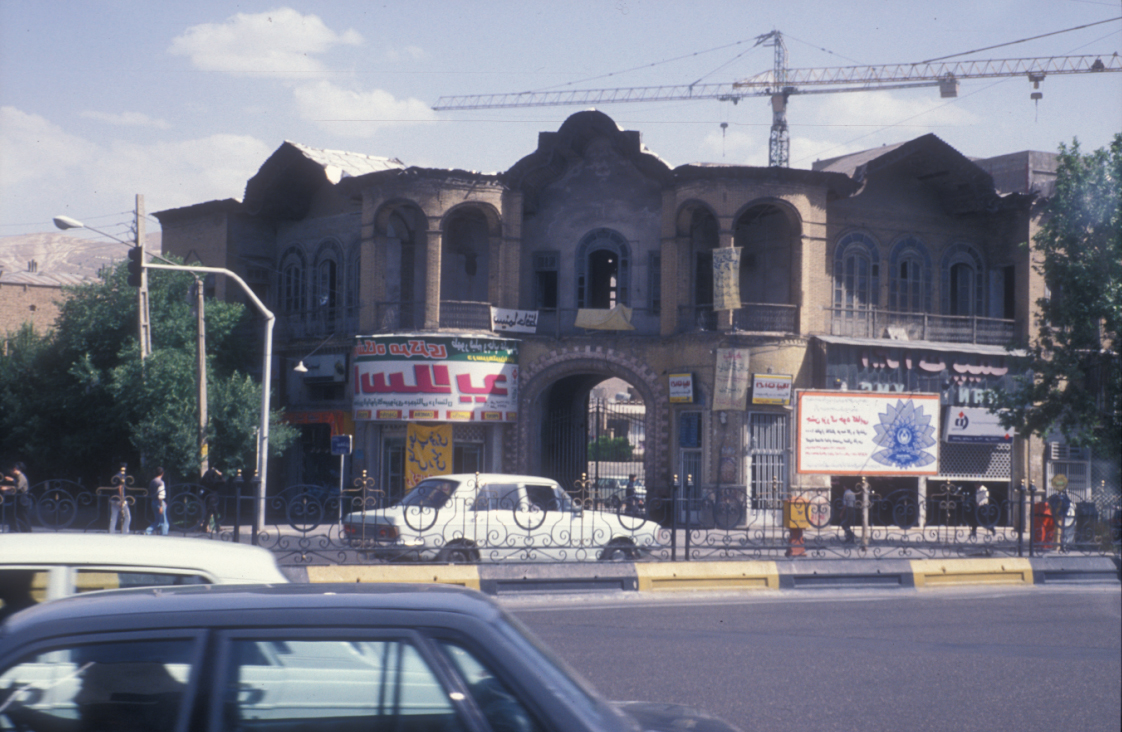
Scène à un carrefour du "Boulevard Zand" dans le centre de Chiraz.
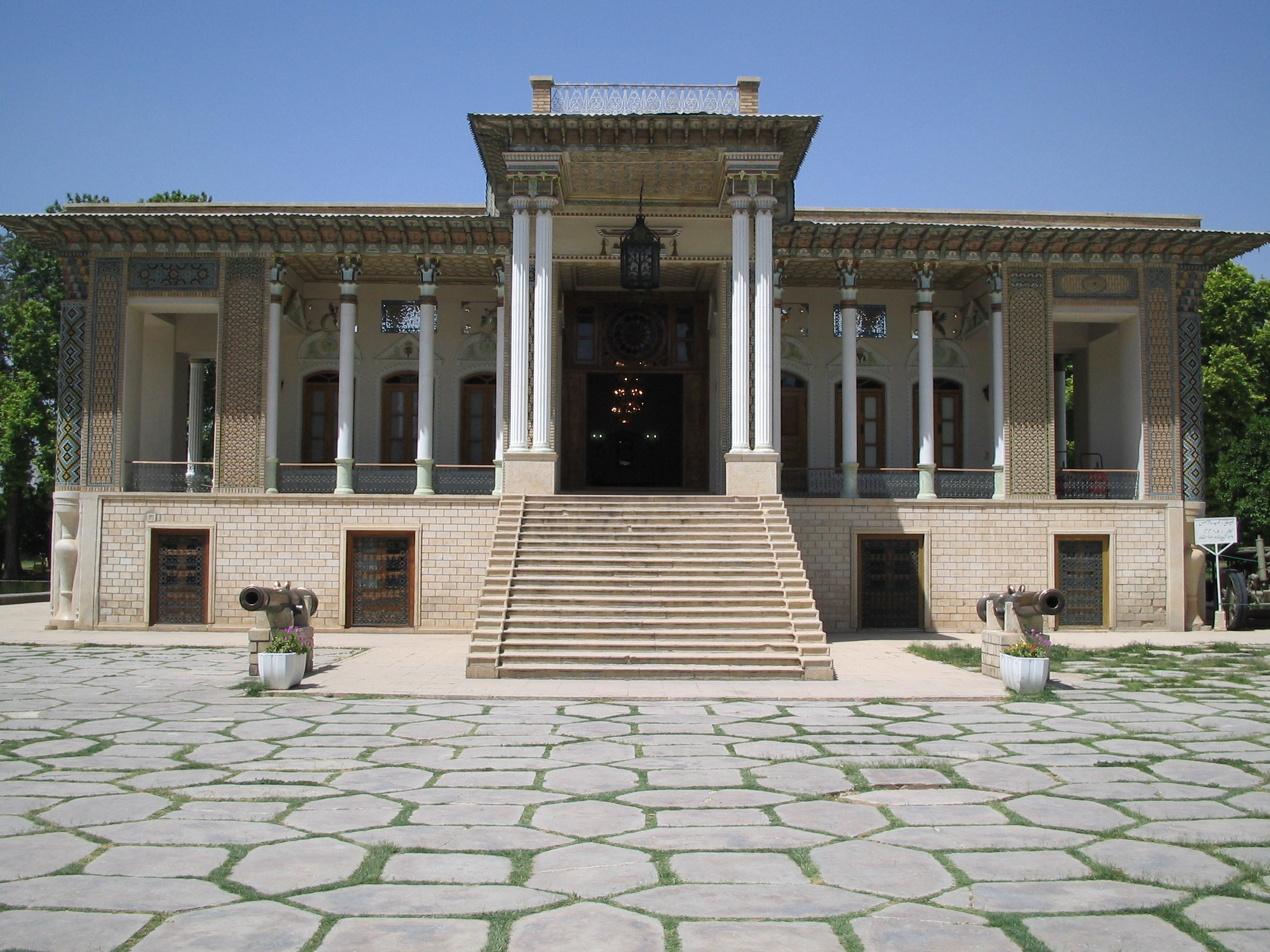
Le Musée afif-abad est un exemple d'architecture Qajare tardive à Chiraz et un autre exemple des jardins persans.
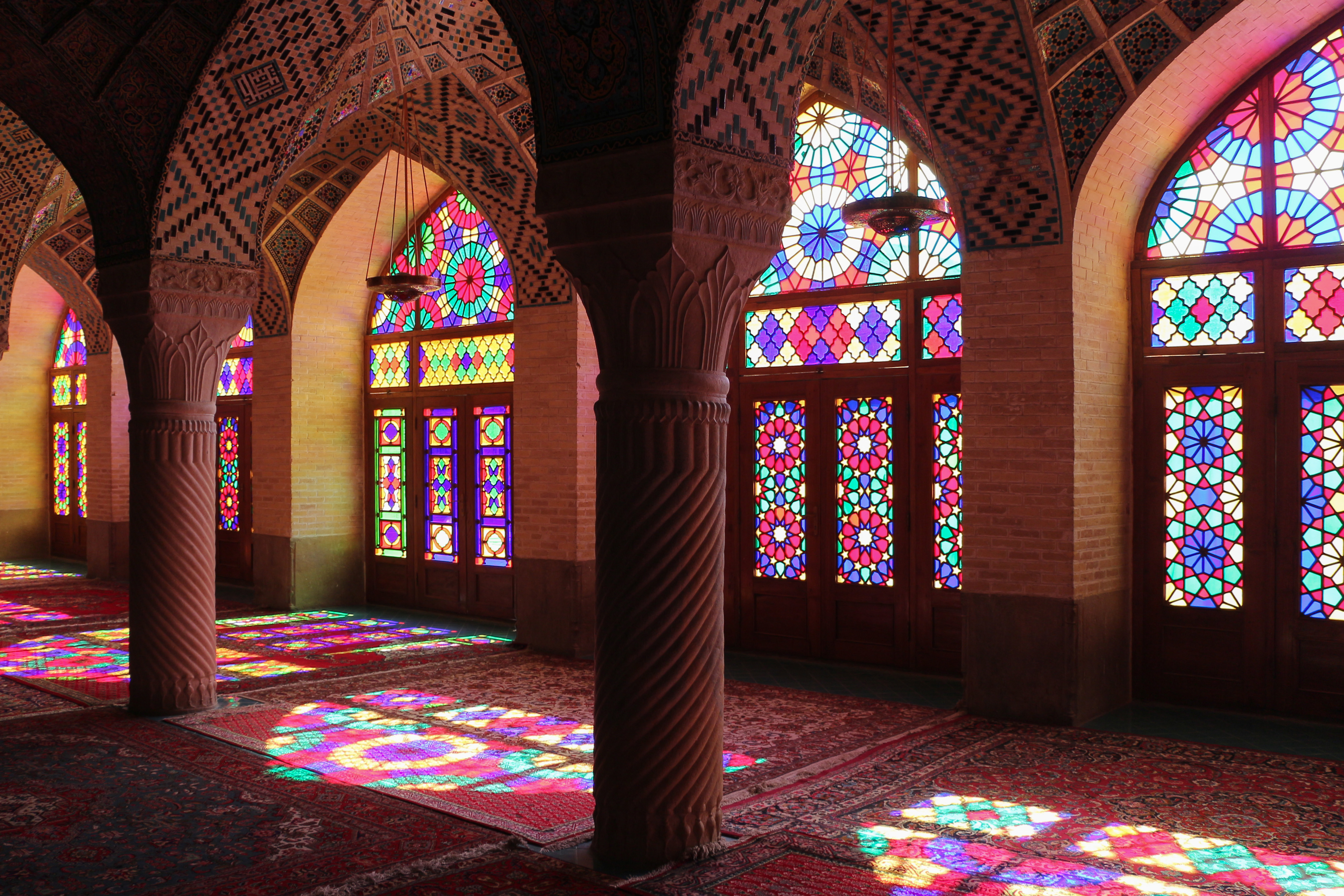
Architecture d'époque Qajare à Chiraz.

### De l'Antiquité auVIIesiècle
On sait que des installations humaines existaient à Chiraz à l'époque sassanide, comme il est écrit p. 126 de Hudud ul-'alam min al-mashriq ila al-maghrib, où l'on rapporte l'existence de deux temples du feu et une forteresse appelée « Shahmobad ». Hamdollah Mostowfi vérifie aussi l'existence d'installations pré-islamiques à Chiraz dans son Nozhat ol-Qolub, p. 112. Chiraz, en tant que ville, a commencé à croître au VIIe siècle lorsque la puissance de la capitale régionale, Istakhr, a été brisée par les Arabes. La ville est également ville d'origine de commerçants aventuriers qui ont fondé ou pris possession de nombreux comptoirs et villes sur la côte est africaine. L'apport culturel des chirazis a influencé la culture swahilie de façon non négligeable.

### Chronologie jusqu'en 1945
Les événements majeurs, pendant et après la conquête islamique de l'Iran, sont :
- 640-653 : le Fars tombe aux mains des armées de Omar. Chiraz en 641. Estakhr en 653.
- 1387 : Chiraz est occupé pendant une courte période par Tamerlan.
- 1393 : Tamerlan occupe Chiraz pour la seconde fois.
- 1630 : une inondation détruit une grande partie de la ville.
- 1668 : une autre inondation touche Chiraz.
- 1724 : Chiraz est mise à sac par les envahisseurs afghans.
- 1750 : Chiraz devient la capitale de la dynastie Zand. Beaucoup des bâtiments célèbres sont construits ou restaurés à cette période.
- 1794 : fin de la dynastie Zand et du statut de capitale de Chiraz.
- 1824 : un tremblement de terre détruit des quartiers de la ville.
- 1844 : le 23 mai, un jeune marchand nommé Seyyed 'Ali-Mohammed Shirazi fonde le babisme, un mouvement religieux millénariste et réformateur qui se sépare de l'islam et joue un grand rôle dans la révolution constitutionnelle persane malgré les persécutions dont il est l'objet de la part des autorités politiques et religieuses.
- 1853 : un violent tremblement de terre atteint Chiraz, mais beaucoup de bâtiments importants sont épargnés.
- 1910 : pogrom de Chiraz. Le quartier juif est pillé, douze morts, cinquante blessés et 260 maisons détruites.
- 1945 : ouverture de l'université de Chiraz.

### Période Pahlavi
Pendant la période Pahlavi, le Shah dépense de fortes sommes d'argent à Chiraz afin de faire revivre la grandeur de la Perse Achéménide, se considérant lui-même comme le direct héritier de Cyrus le Grand. Le 2500e anniversaire de l'empire Perse et les forts investissements dans l'université Pahlavi étaient parmi les projets mis en place à cet effet, rendant à Chiraz un statut prépondérant parmi les villes iraniennes à la fin des années 1970.

### Depuis la Révolution
Après la révolution, Chiraz a perdu la faveur du gouvernement islamique de Téhéran. Pour la nouvelle République Islamique, Chiraz était un signe de décadence ("taaghoot") du régime Pahlavi. Le fait que la ville revendique l'invention du vin (il y a environ 7000 ans) et qu'elle soit un centre de l'art et de la culture n'améliora pas son image auprès du nouveau régime islamique. La poésie est un pilier de la culture perse et Chiraz a joué un rôle majeur sur ce plan. Deux des sites les plus visités à Chiraz sont les tombes de Hafez et Saadi, tous deux poètes de l'époque post-islamique qui ont captivé l'esprit des iraniens pendant des siècles. Chiraz fut choisie pour être la ville accueillant le Festival des Arts iraniens pendant les années 1960. La libre expression exposée pendant ce festival était parfois contraire aux normes islamiques et rendait furieux l'establishment religieux. Ce festival des arts de Chiraz devint l'un des symboles majeurs de la révolte islamique en Iran à la fin des années 1970[réf. nécessaire].
Pendant les années 1980 et après, des autorités incompétentes étaient souvent assignées en tant que maire ou gouverneur par le gouvernement islamique. C'était la conséquence de l'animosité du gouvernement islamique iranien envers la ville. Le résultat en fut une destruction significative de l'infrastructure de la ville et un développement urbain anarchique. L'université de Chiraz, qui fut un temps une institution de classe mondiale, a été négligée et presque complètement ignorée. Son centre médical et son école de médecine avaient été construites et initialement presque entièrement dotées de personnel des écoles de médecine les plus importantes de États-Unis, venant de Harvard, Yale et de l'université de Pennsylvanie. Dans les années 1960 et 1970, elle comptait parmi les centres médicaux les plus importants du Moyen-Orient. Aujourd'hui, après trente années, le squelette de la structure jamais terminée de bâtiments dont la construction fut commencée à l'époque du Shah est toujours en place, avec son acier qui rouille, semblable aux ruines de Persépolis et de Pasargades. Quelques natifs de Chiraz disent : "à la place, des villes comme Esfahan, le symbole d'une culture islamique réussie, ont fleuri. Elles représentent maintenant l'image que les autorités iraniennes veulent présenter : l'Iran en tant qu'État islamique".
Chiraz est aussi un centre militaire d'importance. Sa place stratégique dans les montagnes la protège. Elle est proche du golfe Persique, des frontières Sud avec l'Arabie et ouest avec l'Irak, et des champs pétroliers. Une base militaire aérienne est pratiquement dans la ville. La position de la ville l'a rendue difficile d'accès à travers les âges, la protégeant des armées d'invasion, des guerres et épargnant ainsi la plupart des constructions anciennes de la ville et de ses alentours. Dans l'histoire récente, la ville s'est trouvée être un défi pour les Britanniques au début des années 1900 et pour les Alliés pendant la Seconde Guerre mondiale. Les tribus nomades comme les Qashqai ont toujours été férocement indépendantes. Ils ont représenté des défis militaires importants à leurs détracteurs, dont l'empire britannique aussi bien que le régime Pahlavi ou l'actuelle République islamique. Ces tribus d'origine turque continuent aujourd'hui à vivre de manière traditionnelle, effectuant une migration rituelle deux fois par an. Ils passent les mois d'hiver au pied des monts Zagros plus près du golfe Persique et déplacent leurs villages vers les montagnes ou les hauts plateaux pendant les mois d'été.
Un autre point historique important est que Chiraz est le lieu de naissance de la religion baha'ie.

## Centres d'intérêt de Chiraz

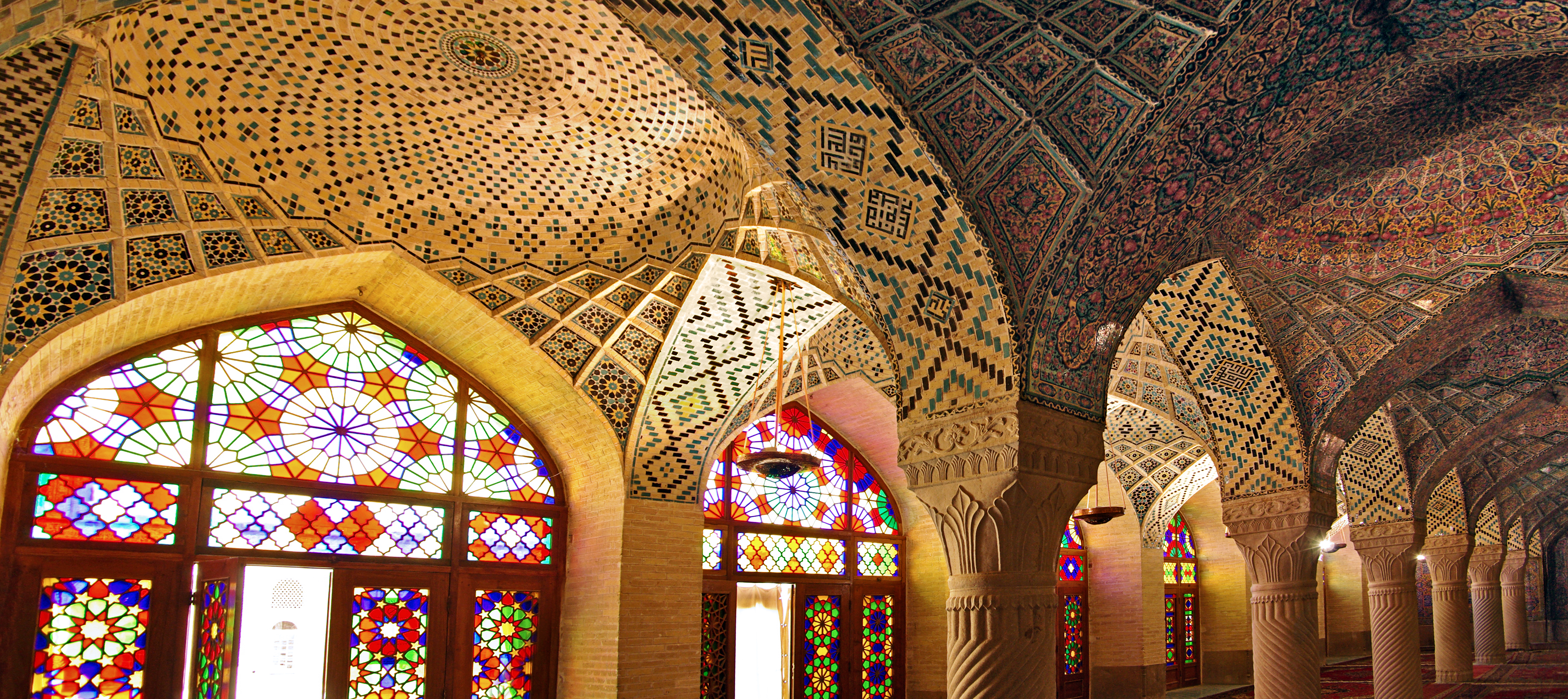
Mosquée Nassir-ol-Molk

- Tombe de Hafez (Mausolée de Hafez)
- Tombe de Saadi
- Tombe de Khaju e Kermani
- Mosquée du Vendredi d'Atigh  (IXe siècle)
- Tombe de Chah Chodja
- Haft Tanon
- Medersa de Khan
- Mausolée Chah-Tcheragh (XIVe siècle)
- Mosquée Nassir-ol-Molk (XIXe siècle)
- Mausolée Ali ebn-e Hamze ou de l'émir Ali (reconstruit au XIXe siècle)
- Arg-e Karim Khan (Citadelle de Karim Khan)
- Bazar de Vakil
- Hammam-e Vakil (Bains)
- Mosquée Vakil
- Porte du Coran (Darvazeh Qoran) : Les voyageurs sortant de la ville passaient traditionnellement sous cette porte en quête de protection donnée par le livre saint pour leur voyage à venir. Une copie manuscrite du Coran est gardée en haut de la porte.
- Maison et jardin Naranjestan e Ghavam
- Maison Zinat-ol-Molook
- Jardin Afifabad et son musée des armes
- Jardin et pavillon Eram et son jardin botanique
- Tombe de Baba Kuhi
- Tombe de Karim Khan Zand, et musée du Pārs.
- Jardin Delgosha

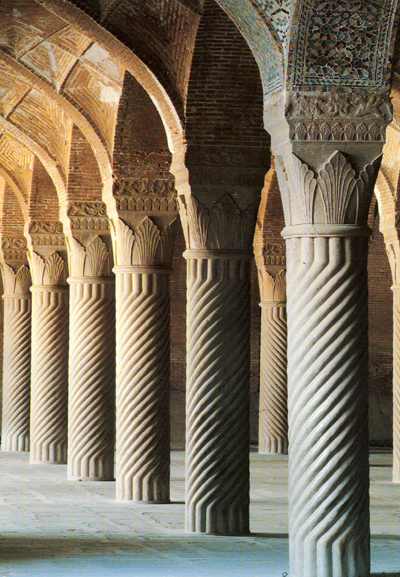
Shirāz était capitale de la Perse pendant la Dynastie Zand.
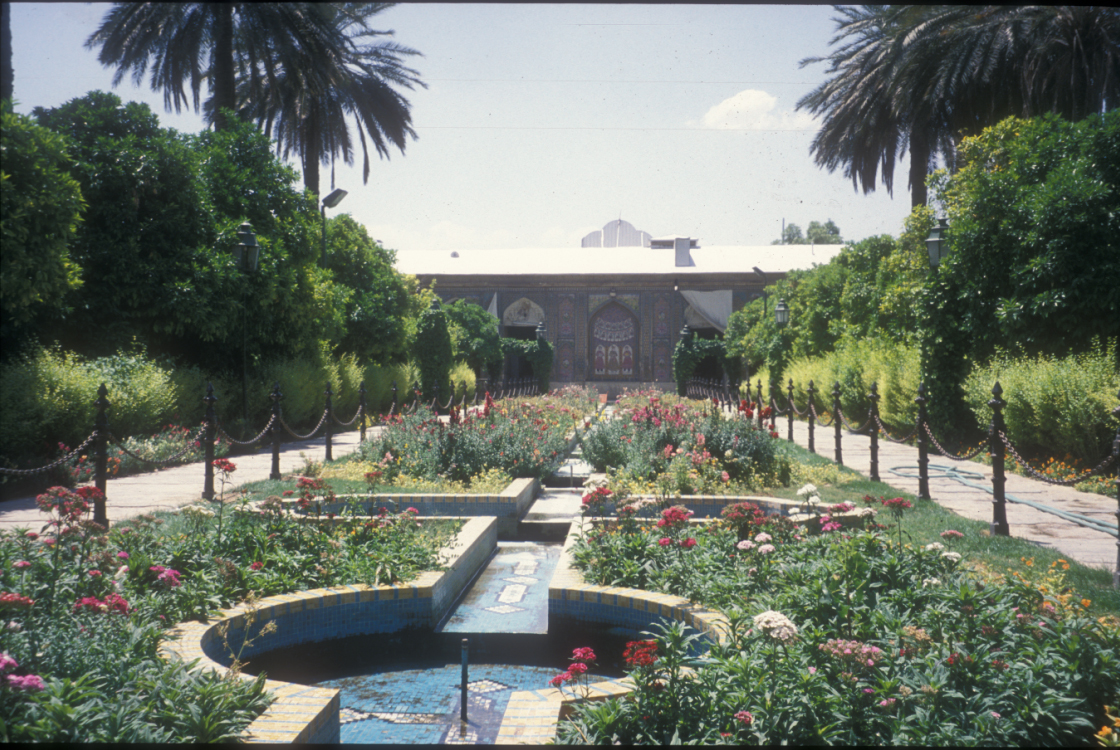
Chiraz a été célèbre pour ses nombreux jardins et fleurs aromatiques. Le jardin de Narenjestan e Ghavam est un de ces jardins.
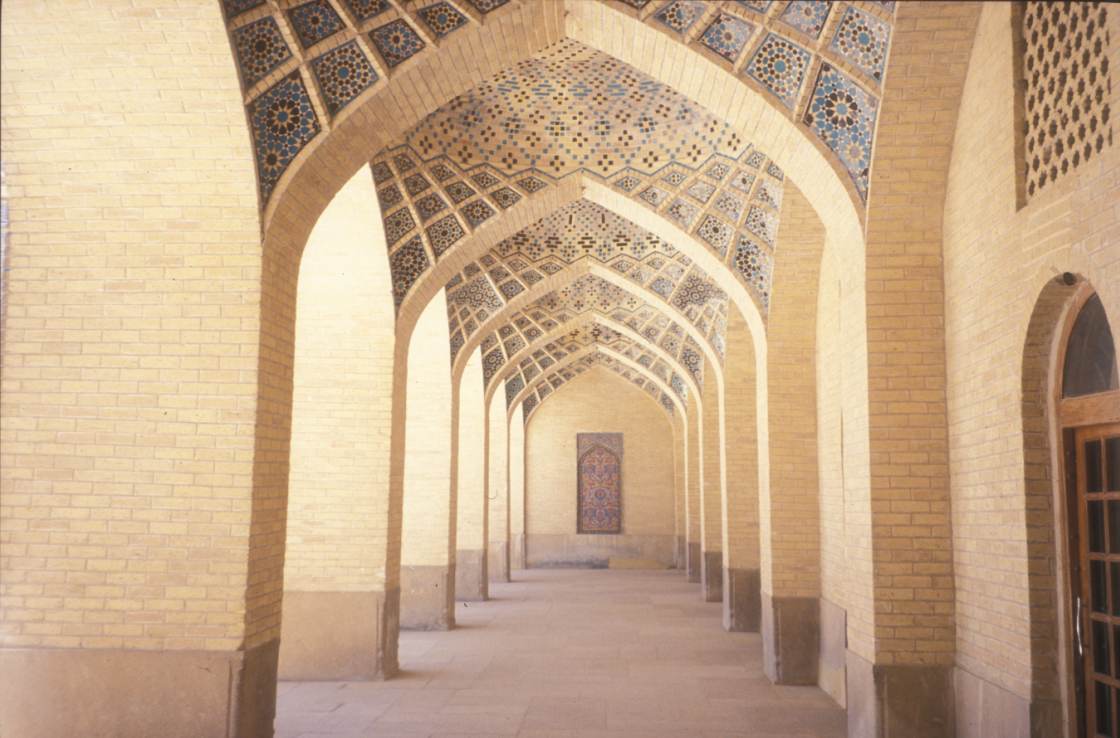
Architecture chirazie de l'époque Qajar : L'arcade de la mosquée Nasir al-Molk.
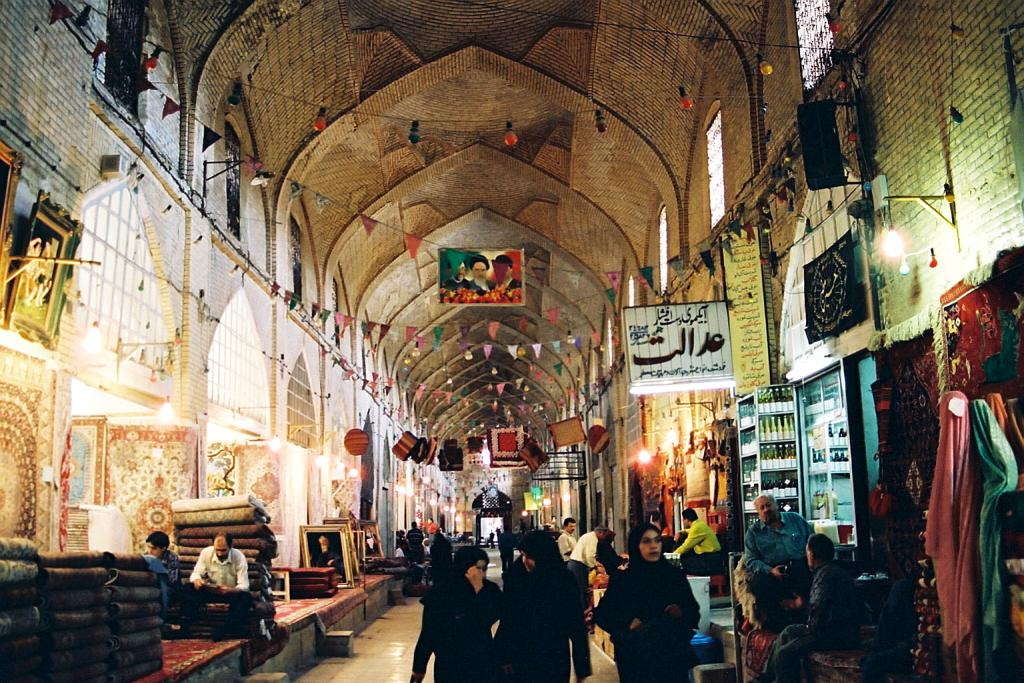
Le Bazaar-e Vakil.
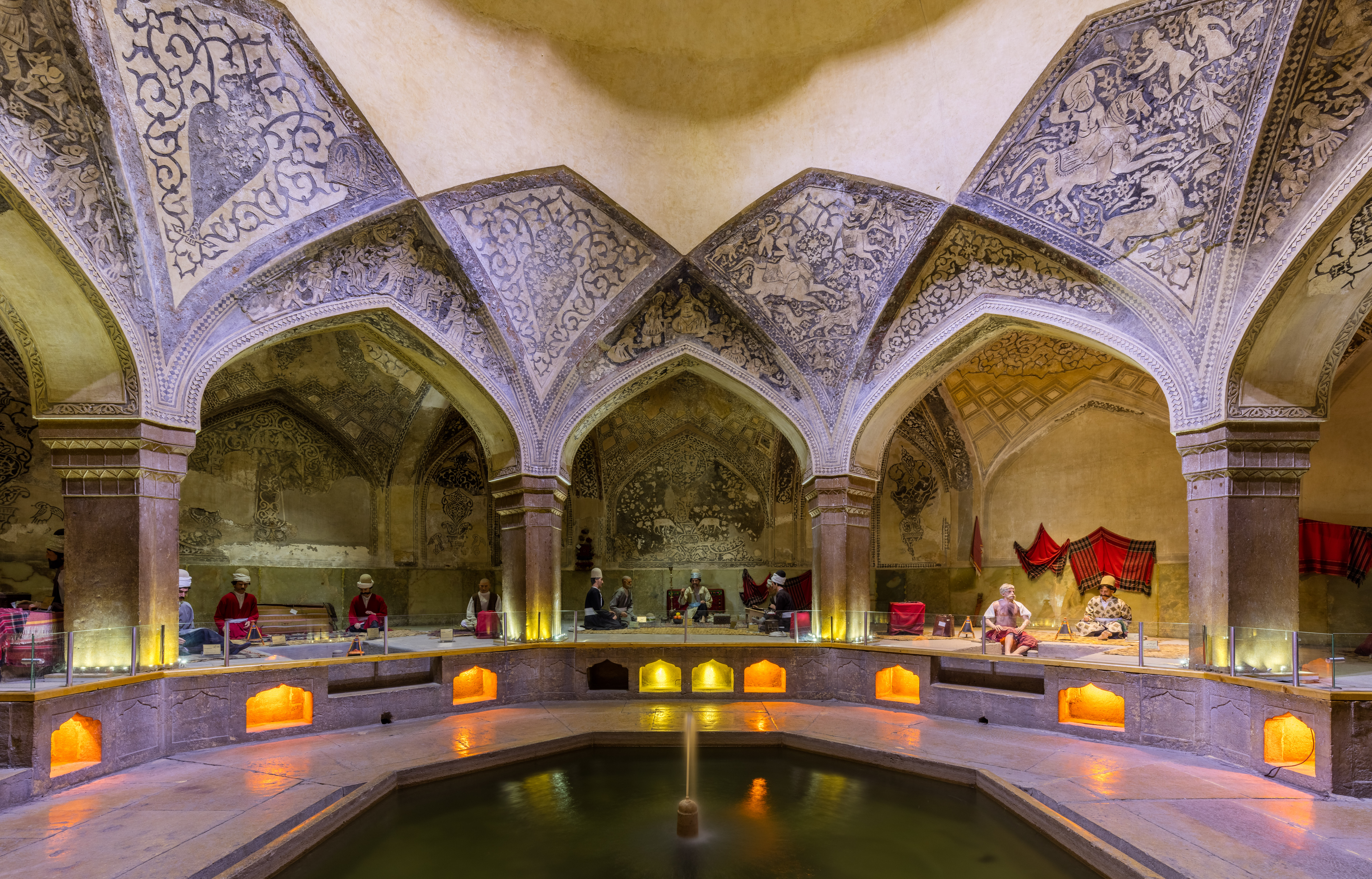
Bains de Vakil. Septembre 2016.
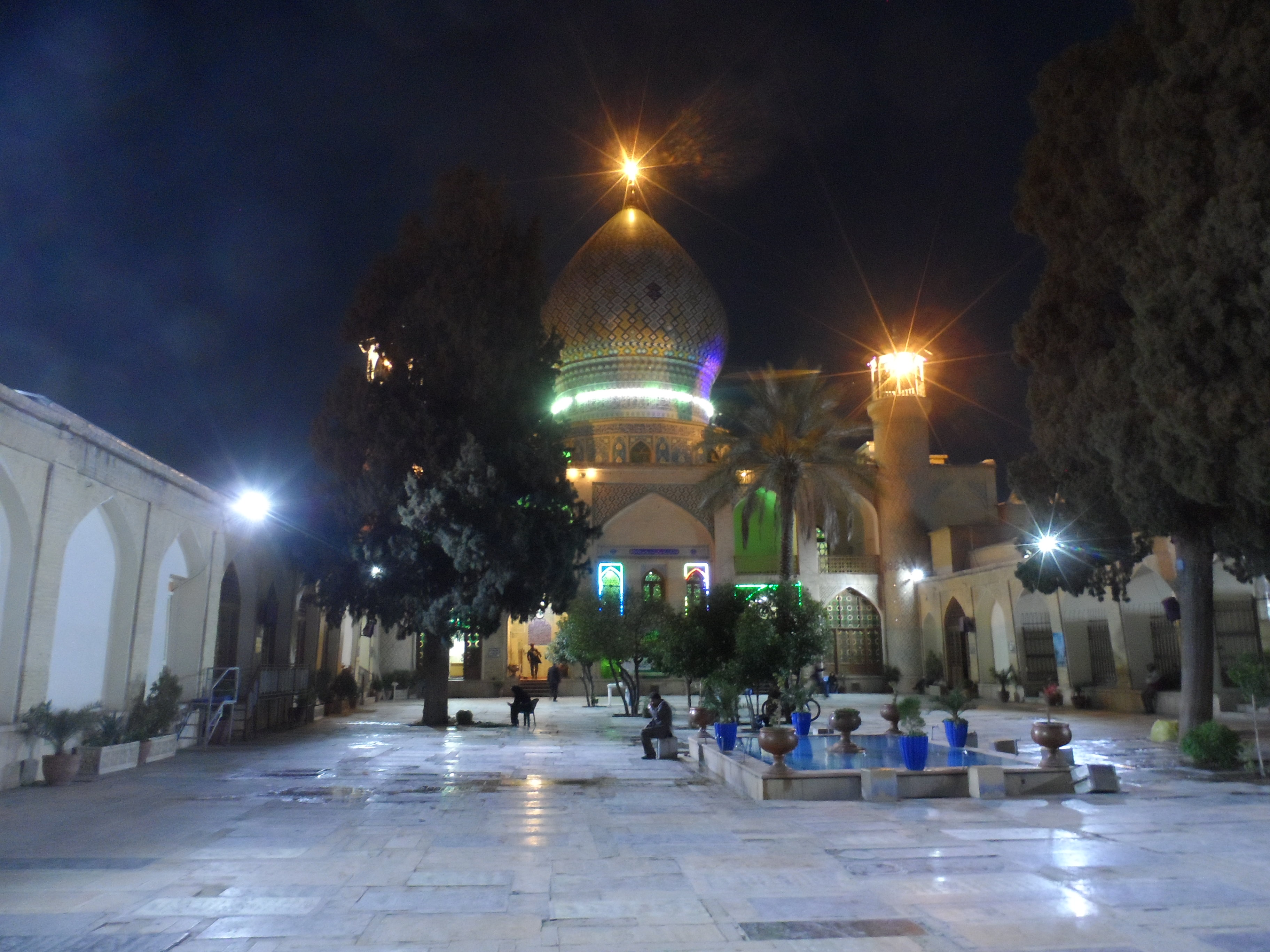
Mausolée de l'émir Ali.
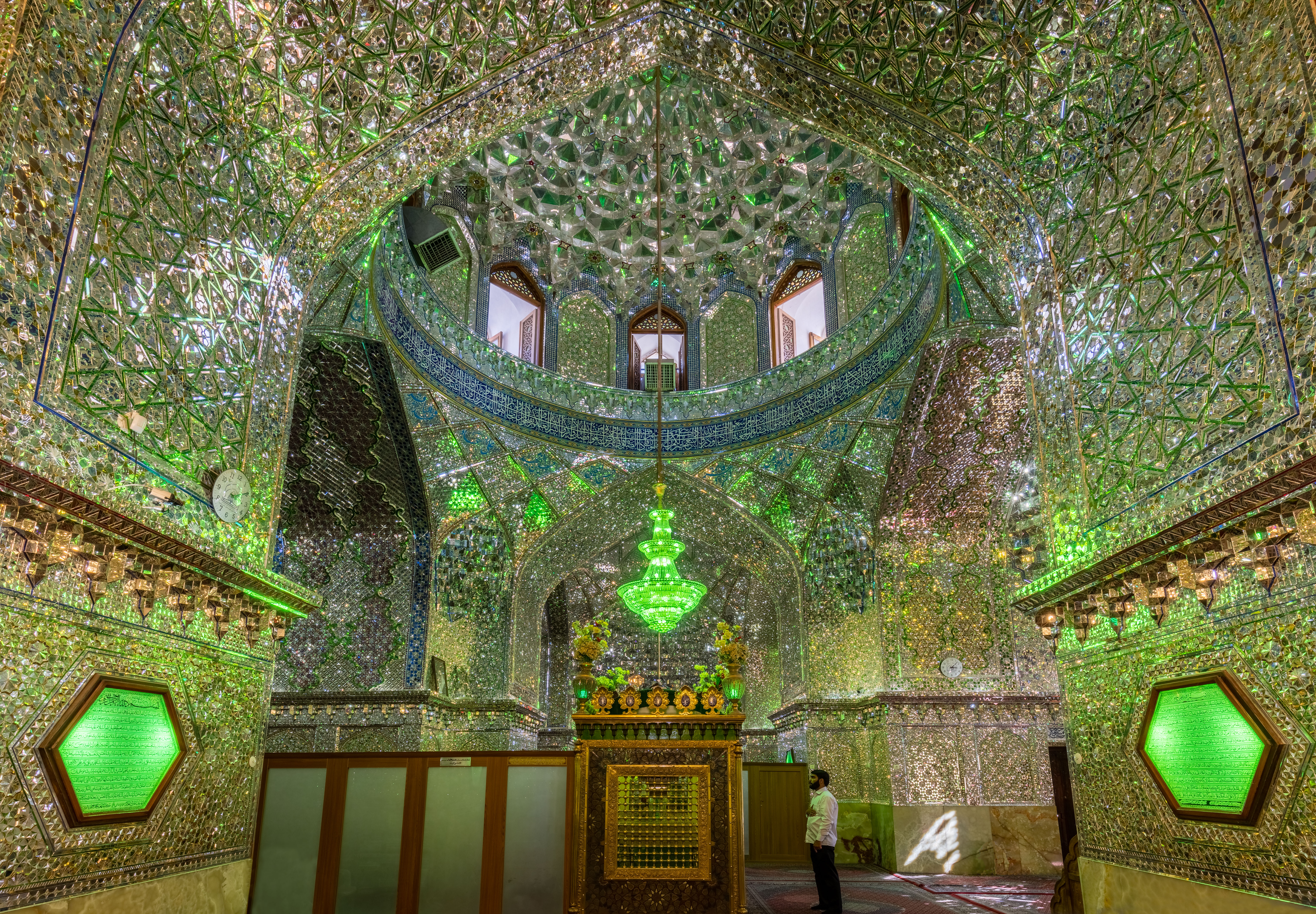
Mausolée de l'émir Ali : coupole et tombeau.
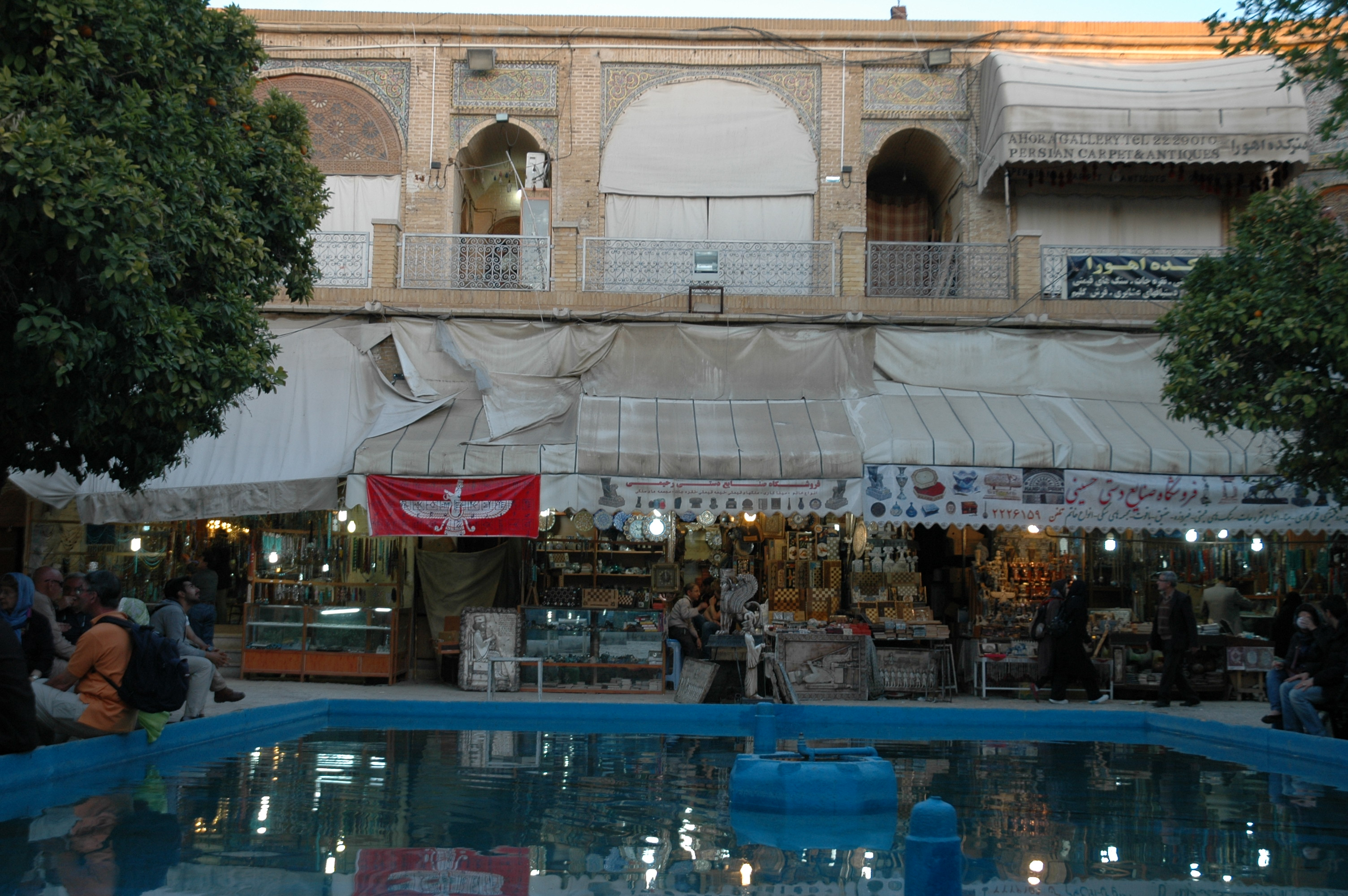
Bazar de Vakil
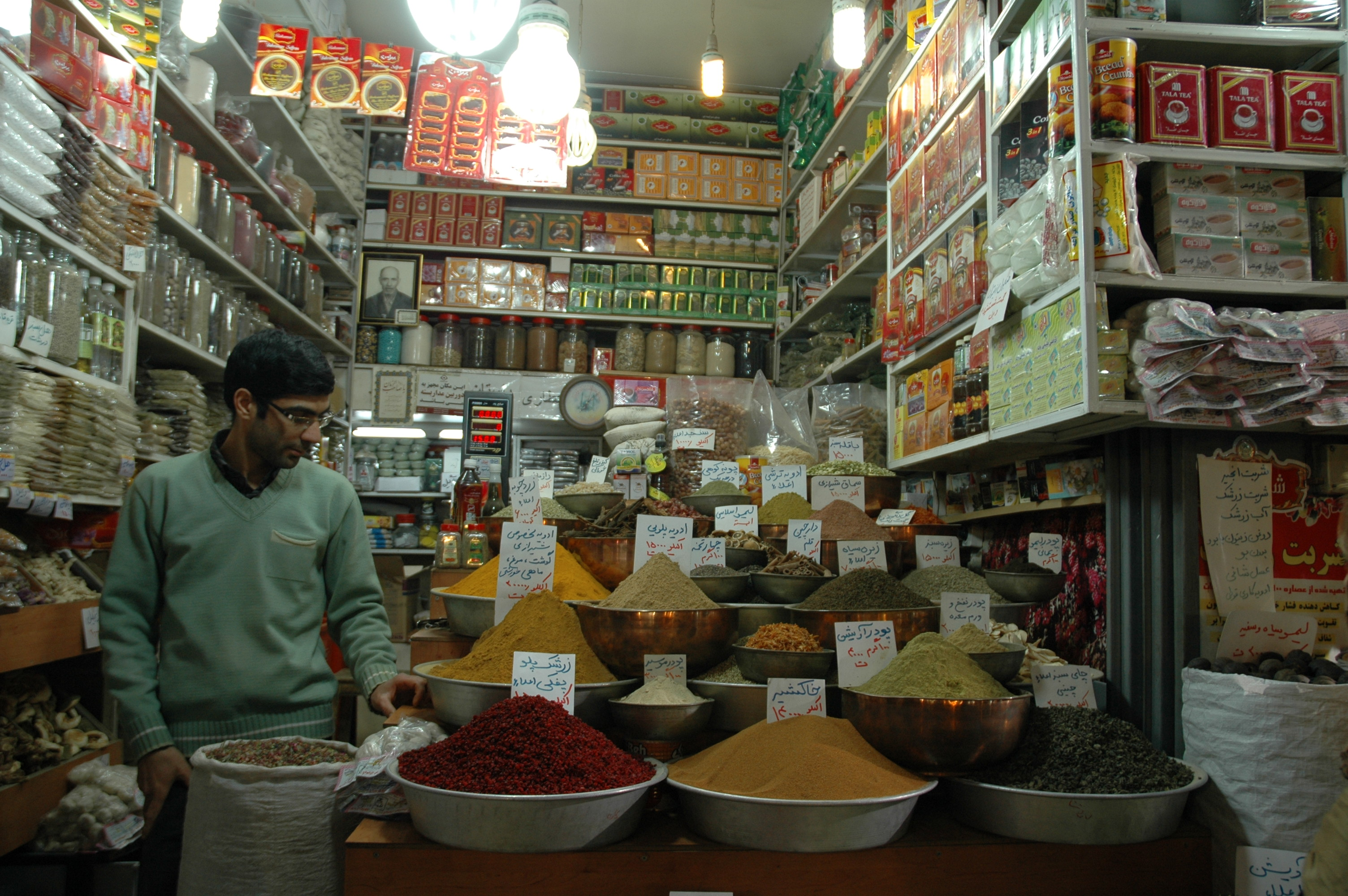
Bazar de Vakil
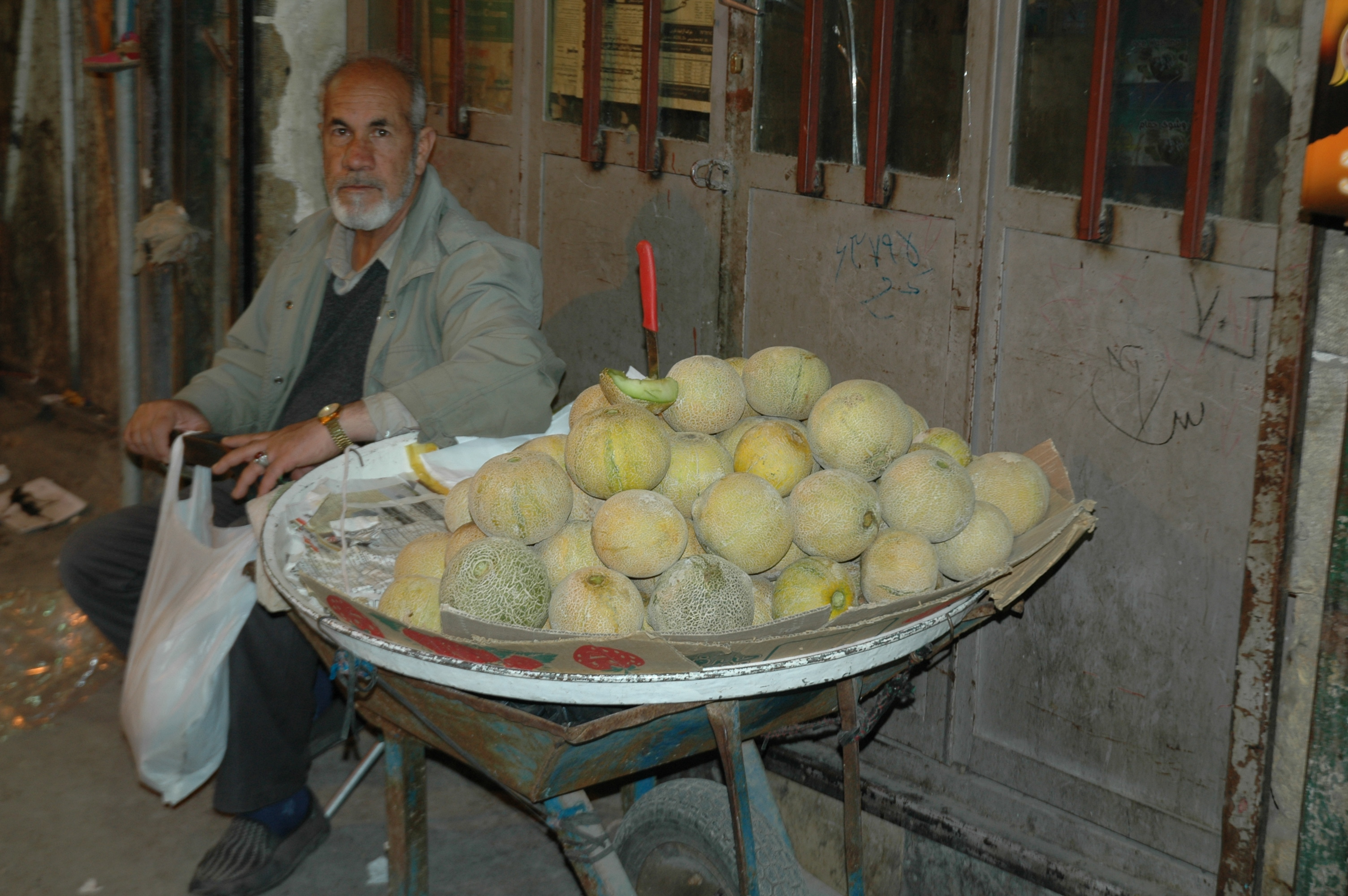
Bazar de Vakil
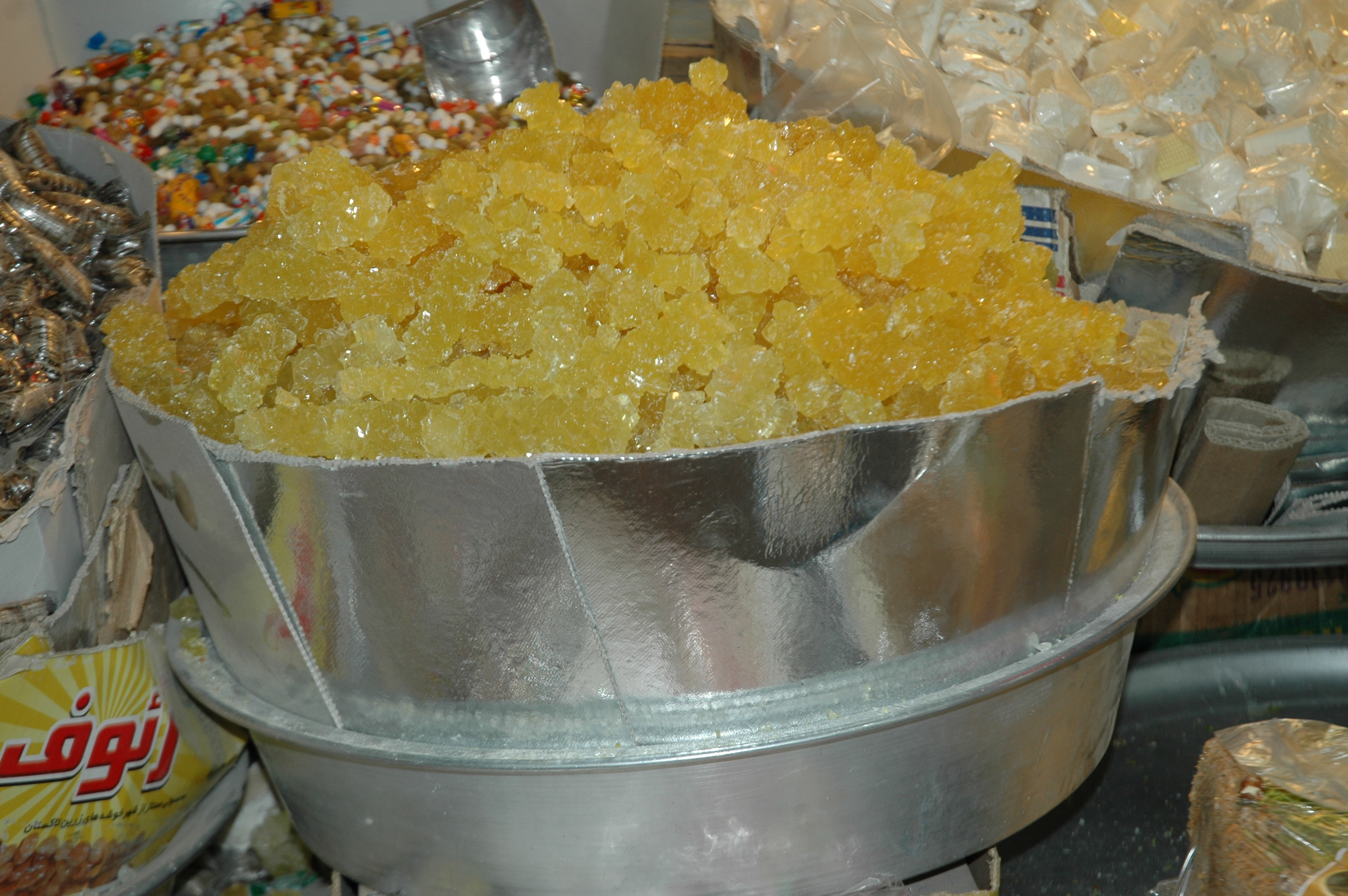
Bazar de Vakil
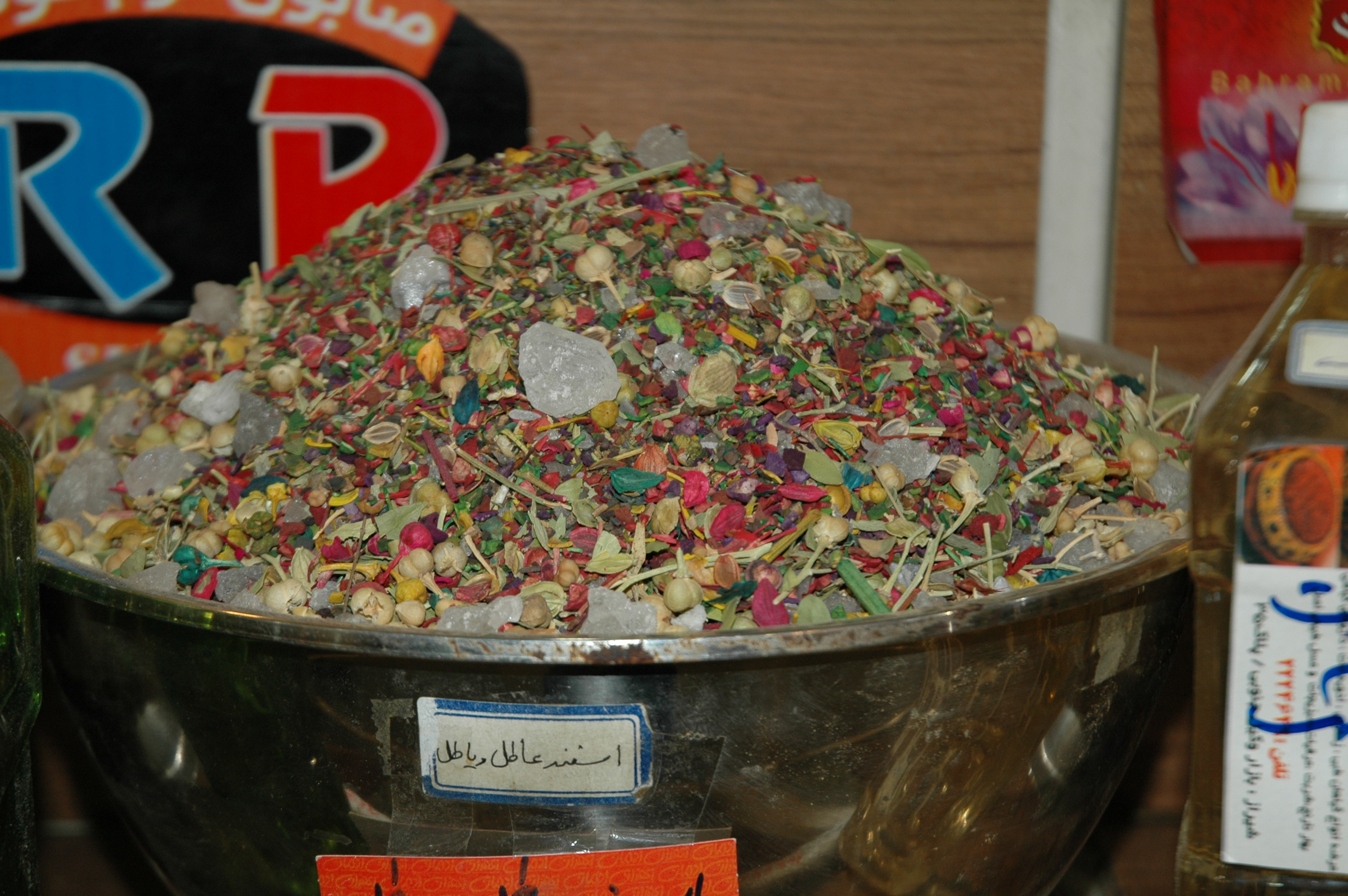
Bazar de Vakil

Proche de Chiraz se trouvent les ruines de Persépolis, Bishapour, Pasargades, Firuzabad, et plus de 200 autres sites d'importance historique, d'après l'organisation de l'héritage culturel de l'Iran.

## Chiraz dans la poésie

### Hafez, «Le rossignol de Chiraz»

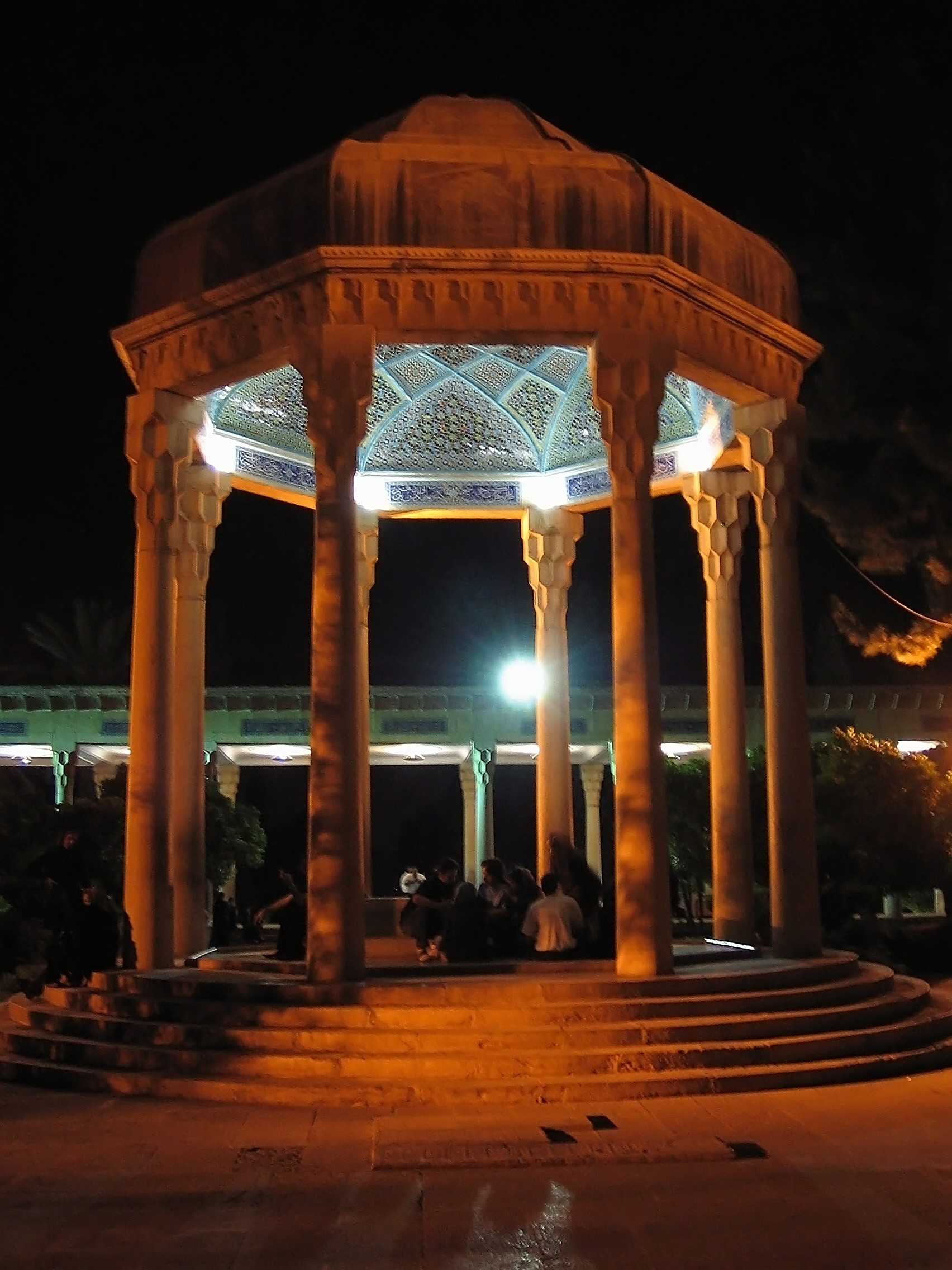
Le mausolée de Hafez attire des millions de visiteurs tous les ans. Non loin de celui-ci se trouve la tombe de Shah Shoja.
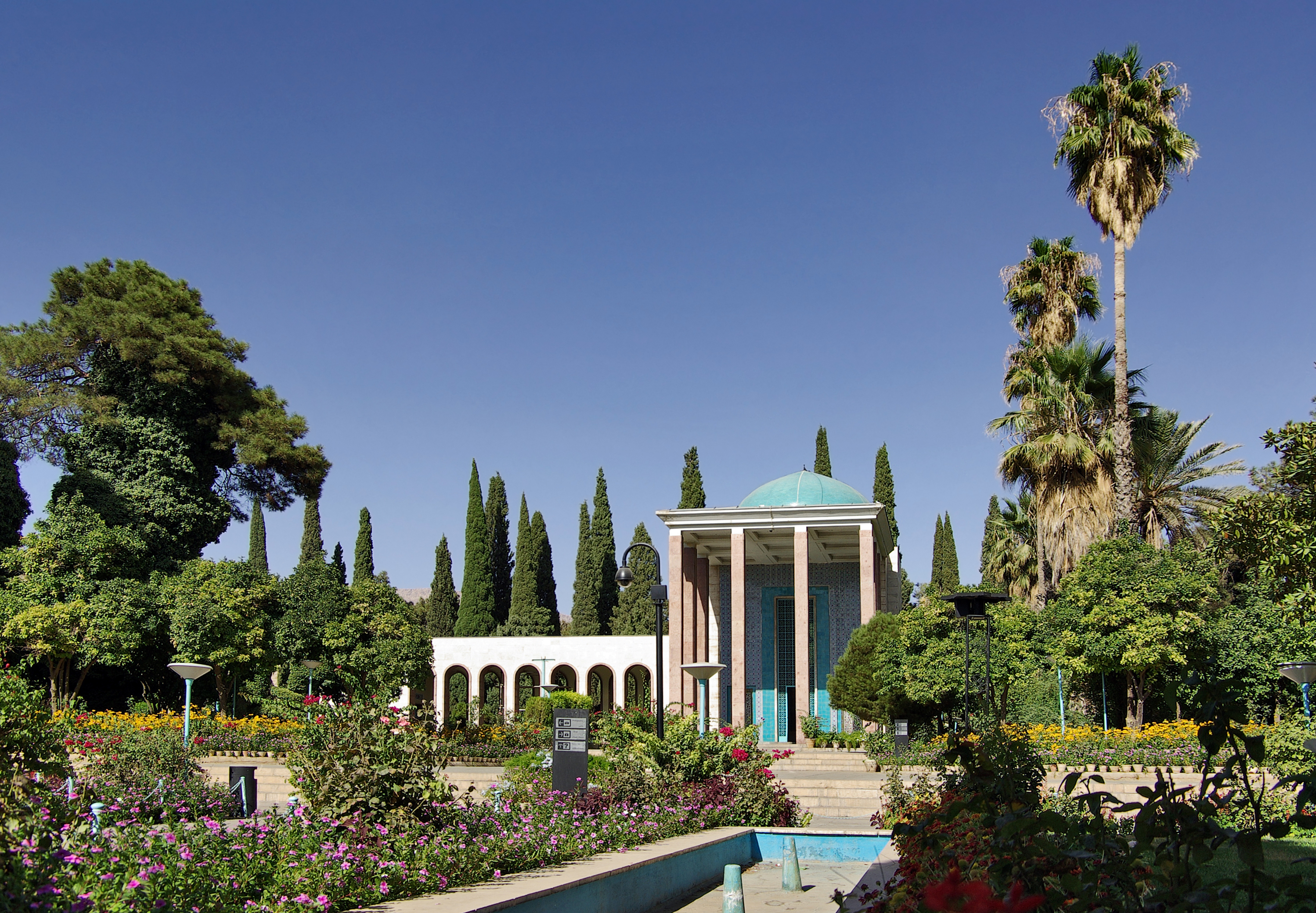
La tombe et le mausolée du célèbre poète mystique Saadi.
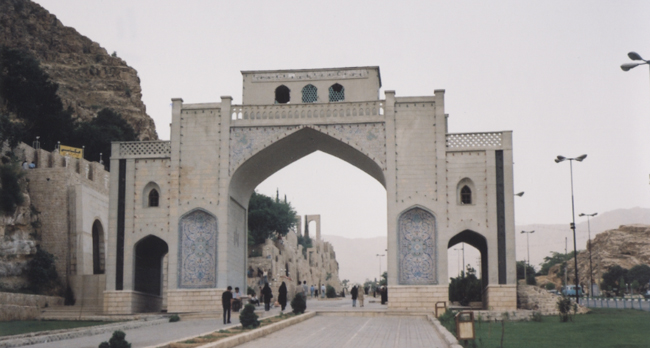
Au-dessus de la porte du Coran est enterré dans les rochers Khwaju Kermani, un autre poète mystique de Shiraz.
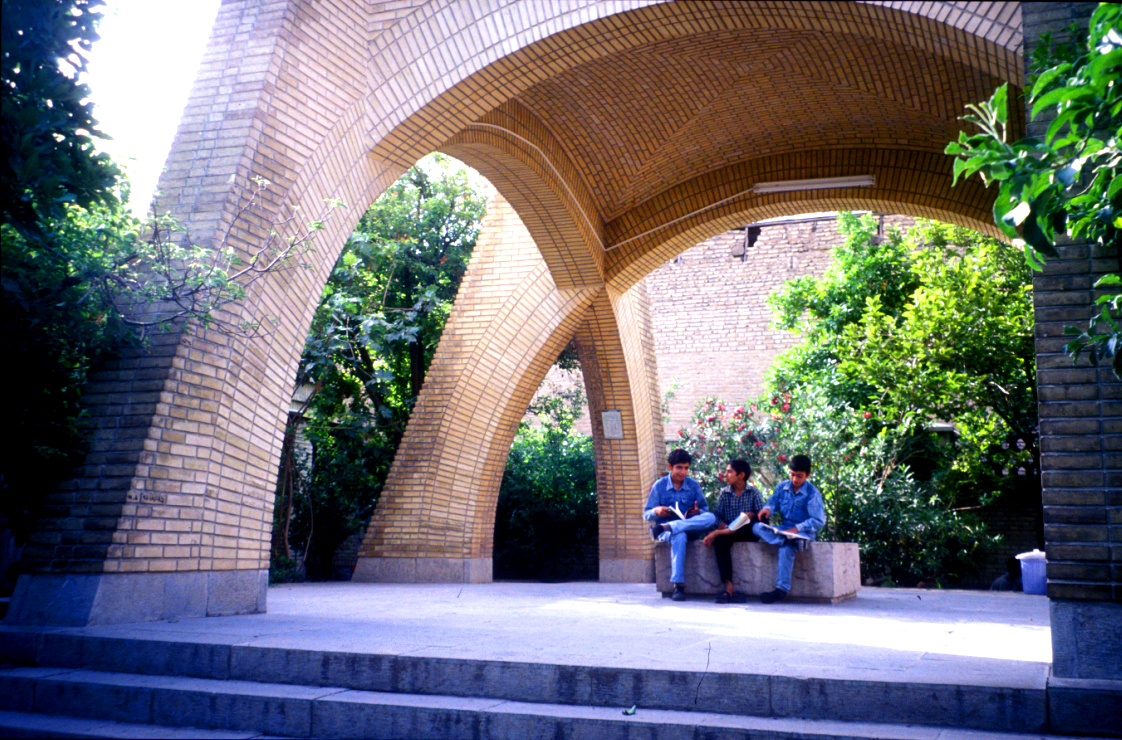
La tombe du sage du IXe siècle Ibn Khafif est aujourd'hui une bibliothèque publique et un lieu de rencontre pour les jeunes.

### La rose de Chiraz
Symbole d'Ishtar, divinité de la beauté et de l'amour, la rose de Chiraz connaît une renommée mondiale au travers de la poésie, de la tapisserie et du parfum. « Rouge et fort parfumée, tenue pour la bien-aimée du rossignol, comparée au teint et au visage de l'amante », elle est chantée par les poètes persans. Elle est également chantée, suivant la vogue de l'orientalisme, par des auteurs occidentaux tels que Jeanne Foulquier ou des compositeurs comme Frank Stafford.  Son tango de l'opérette Rose de Chiraz est adapté pour l'orchestre de danse d'Edith Lorand (de) ou Richard Eilenberg dont le ballet Die Rose von Schiras, op. 134, est dansé à l'opéra de Berlin par Adeline Genée. L'eau de rose de Chiraz très prisée par les femmes orientales est, au début du XXe siècle, en Occident, un produit de luxe dont les précieux flacons sont aujourd'hui vendus aux enchères.

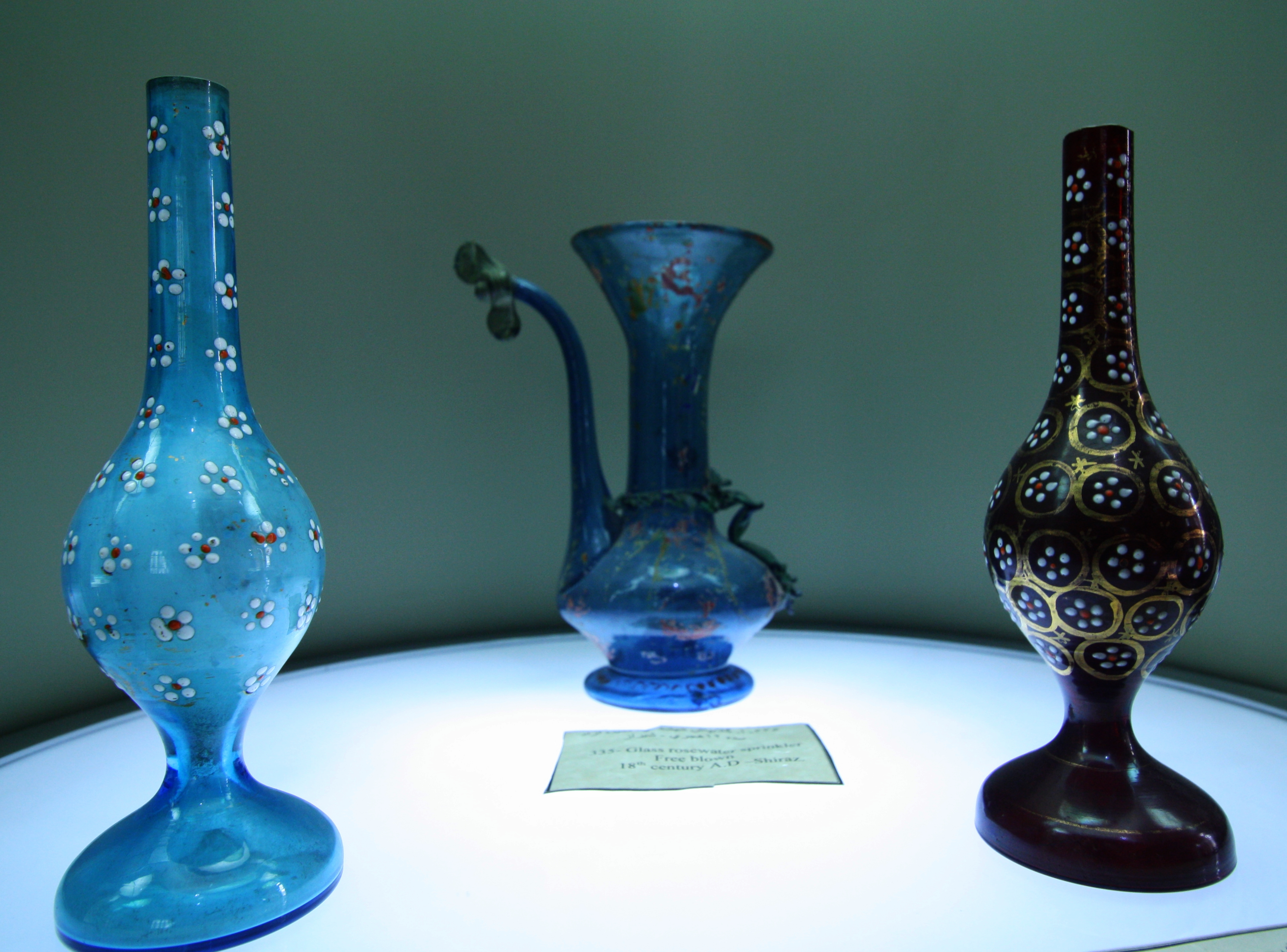
Vases et arrosoir d'eau de rose de Chiraz (XVIIIe siècle).
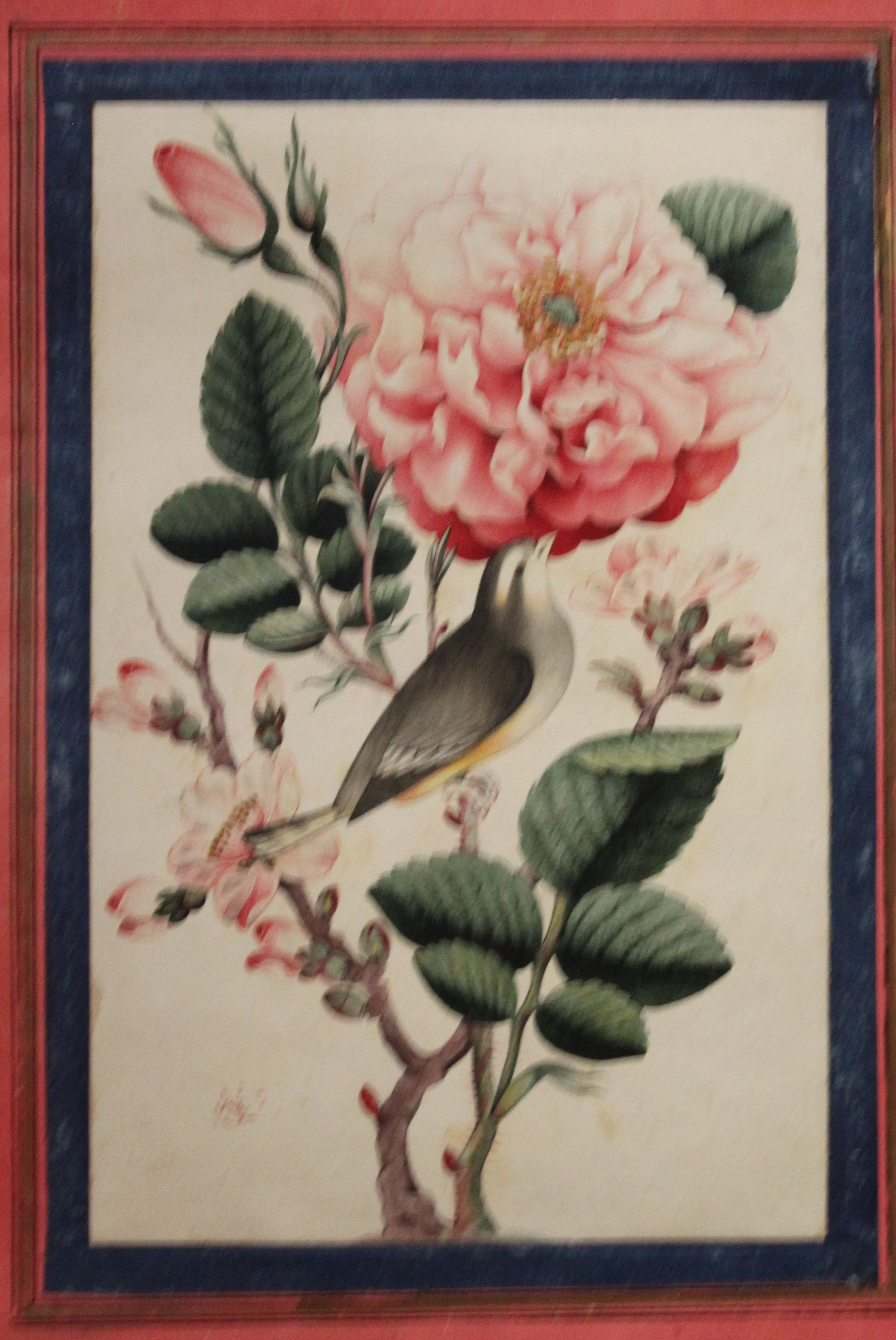
La rose et le rossignol (vers 1850), gouache et aquarelle sur papier, Lutf Ali Khan Shirazi[12], exposition « L'Empire des roses », musée du Louvre, MAO 783
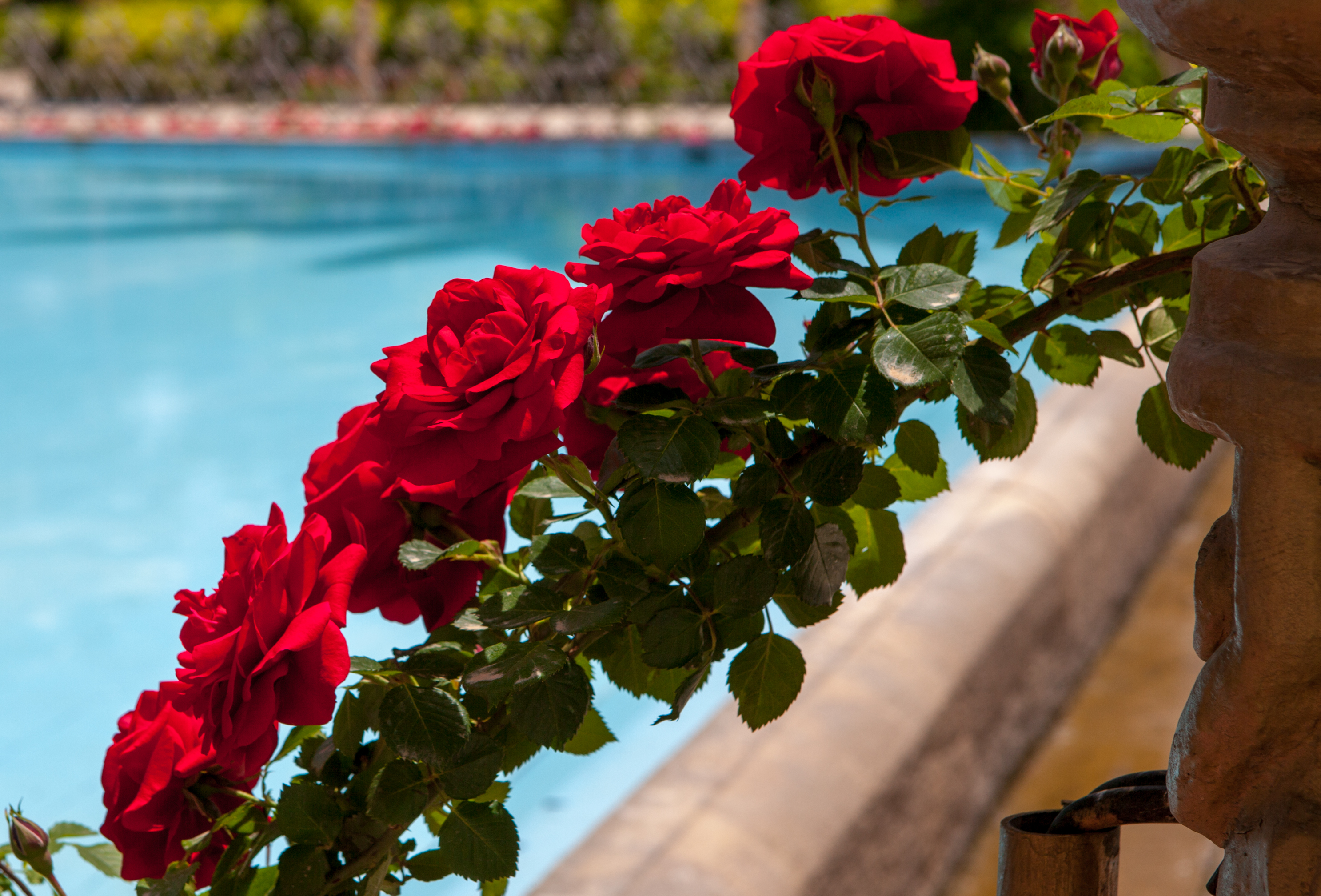
Roses à Chiraz en 2011

## Universités
Pendant l'époque du Shah, Chiraz avait une excellente communauté universitaire. L'université de Chiraz (anciennement Université Pahlavi) était une excellente université anglophone qui avait des liens étroits avec l'Université de Pennsylvanie pendant les années 1960 et 70.
Aujourd'hui, les principales universités de Chiraz ou des environs sont :
- Université des sciences médicales de Chiraz
- Université de Chiraz
- Université islamique libre de Chiraz
- Université islamique libre de Marvdasht
- Université de Technologie de Chiraz
- Université de sciences appliquées et de technologie de Chiraz

## Personnalités

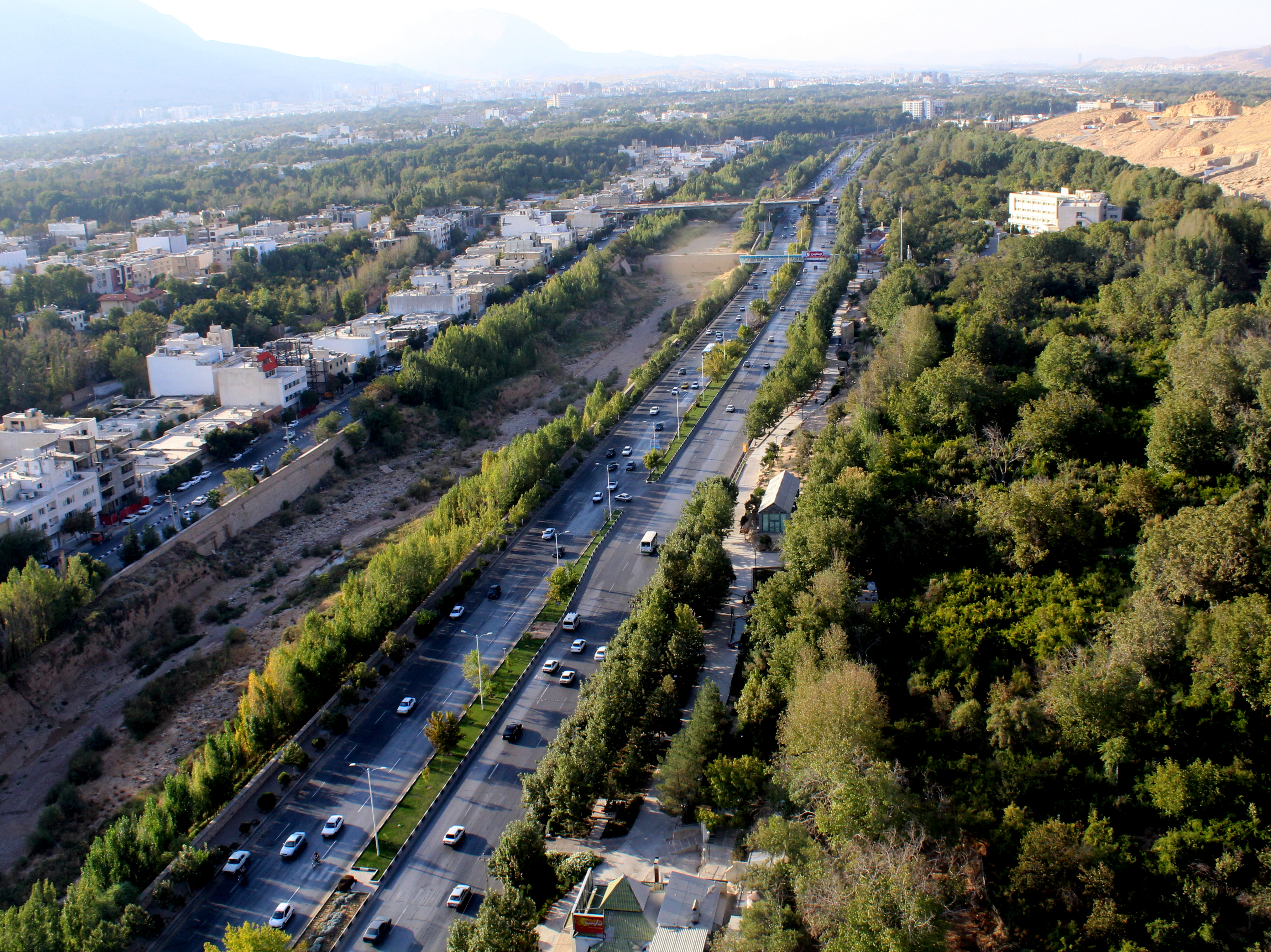
Boulevard de Chamran à Chiraz

- Sîbawayh, un des fondateurs de la grammaire arabe, est mort ici.
- Karim Khan, fondateur de la dynastie Zand.
- Lotf Ali Khan, le dernier empereur de la dynastie Zand.
- Saadi, écrivain et poète, né, mort et enterré ici.
- Jahan Malek Khatun, poétesse.
- Hafez, poète, né, mort et enterré ici.
- Shirazeh Houshiary, peintre et sculptrice, née ici.
- Faḵr-al-Molūk Zandpūr, éditrice militante pour les droits des femmes connue sous le pseudonyme de Zandokht Shirazi, est née ici.
- Zahra Kazemi, photographe, né ici.
- Ladan and Laleh Bijani, Siamois célèbres, nés ici.
- Shāh Shoja', enterré ici.
- Khwaju Kermani, enterré ici.
- Molla Sadra Shirazi est né ici.
- Asghar Shekari est né ici.
- Ebrahim Golestan, réalisateur, né ici en 1922.
- Ibn El Djazari est mort ici.
- Seyyed Zia'eddin Tabatabai est né ici.
- Ibn Khafif, un sage du IXe siècle, est enterré ici.
- Sheikh Ruzbehan est originaire de Chiraz.
- Meulana Shahin Shirazi est originaire de Chiraz.
- Junayd Shirazi
- Mohsen Kadivar
- Ata'ollah Mohajerani représentait Chiraz au Majlis.
- Saeed Emami
- Gholamhossein Azhari
- Shahram Abdoli traducteur.
- Professeur Nezameddin Faghih[13],[14].
- Amin Tarokh acteur
- Gohar Kheyr Andish actrice
- Ahmad Akbarpour : écrivain et producteur de télévision, vit à Chiraz.
- Karim Emami traducteur
- Parviz Khaef poète
- Homayoun Yazdanpour poète
- Rasoul Parvizi écrivain
- Hassan Ejtehadi poète
- Mirza Siyyid 'Ali Muhammad-i-Shirazi, Hadrat-i-'Ala Bab ou Babu'llah  (Sa Sainteté Suprême, la Porte ou la Porte de Dieu), fondateur de la Babiyya.(Foi Baha'i ou Babisme).
- Fereydoun Tavallali, poète nouvelle-mouvance, commentateur politique et archéologue.
- Hassan Abbassifar, grand maître international d'échecs y est né en 1972.

## Jumelages
La ville de Chiraz est jumelée avec :
- Douchanbé (Tadjikistan) depuis le 16 juillet 1992
- Nicosie (Chypre) depuis 1999
- Chongqing (Chine) depuis 2005
- Weimar (Allemagne) depuis 2009